# 1538 en santé et médecine
| Années de la santé et de la médecine : 1535 - 1536 - 1537 - 1538 - 1539 - 1540 - 1541    |
| Décennies de la santé et de la médecine : 1500 - 1510 - 1520 - 1530 - 1540 - 1550 - 1560 |

Cet article présente les faits marquants de l'année 1538 en santé et médecine.

## Événement
- Antoine Lecoq († 1550), maître régent, succède à Jean Tagault au décanat de la faculté de médecine de Paris[1].

## Publications
- Vésale (1514-1564) participe à la production d'un ensemble de six grandes planches, les Tabulae Anatomicae sex, où l'on trouve une illustration du rete mirabile en relation avec le système vasculaire[2].
- Parution à Paris d'un ouvrage de Pierre Brissot (1478-1522) sur le traitement de la pleurésie intitulé Apologia de incisione venae in pleuritide morbo[3].
- Martin Grégoire[4], « médecin d'origine tourangelle et excellent helléniste », fait imprimer à Paris, chez Charlotte Guillard, veuve Chevallon, la Méthode thérapeutique de Galien dans la traduction latine de Thomas Linacre (1460-1524[5]), déjà éditée en 1530 par Guillaume Budé (fl. 1520--milieu du XVIe s.), docteur en médecine et praticien à Orléans[6].

## Naissances
- Mathias de l'Obel (mort en 1616), médecin et botaniste flamand[7].
- Jacques Grévin (mort en 1570), médecin, homme de théâtre et poète français[8], auteur, en 1567, de  Deux livres des venins, auxquels il est amplement discouru des bêtes venimeuses, thériaques, poisons et contrepoisons[9].
- Guillaume de Baillou (mort en 1616), dont son petit neveu Jacques Thévart fera imprimer en 1635 à Paris, chez Jacob Quesnel, les Consiliorum medicinalium[10].

## Décès
- Symphorien Champier (né en 1471), médecin lyonnais, a soigné en 1507 son cousin Bayard à Lyon, « pour sa fièvre quarte et les séquelles ulcéreuses d'une blessure au bras[11] ».
- Henricus  Urbanus (né en 1475), médecin et poète hessois, disciple de Nicolas Léonicène (1428-1524) en Italie, professeur à Erfurt et Marbourg en Allemagne, père du naturaliste Valerius Cordus (1515-1544[12]).